# Els mals Papes
Els mals papes (en l'original anglès The bad Popes) és un llibre de 1969, escrit per E. R. Chamberlin on documenta la vida dels vuit dels papes més controvertits, en aquest s'hi poden trobar els següents pontífexs (anys papals entre parèntesis):
- Esteve VI (896-897), va exhumar el seu predecessor, el Papa Formós I el va jutjar, i li va arrancar els dits amb els quals conferia la benedicció, va tornar a enterrar-lo breument, per llançar-lo al Tíber més tard.[1]
- Papa Joan XII (955-964), va regalar terra del Papat a una amant, va manar de forma directa la mort de desenes de persones, i va ser assassinat per un home que el va sorprendre al llit amb la seva dona.
- Benet IX (1032-1044, 1045, 1047-1048), qui va vendre el Papat.
- Bonifaci VIII (1294-1303), que és satiritzat en la Divina Comèdia de Dante.
- Urbà VI (1378-1389), es va enutjar per no sentir gaires crits quan els cardenals que havien conspirat contra ell van ser torturats.[2]
- Alexandre VI (1492-1503), un dels Borja, que era culpable de nepotisme i el seu cos al moment de morir estava tan inflat que amb prou feines podria cabre en un taüt.[3]
- Lleó X (1513-1521), membre malgastador de la família Mèdici, que va gastar una setena part de les reserves del tesor Papal dels seus predecessors en una sola cerimònia.[4]
- Climent VII (1523-1534), també un Medici, en el poder va augmentar la pressió entre la Corona Espanyola i França.